# Maxus Dana V1
Maxus Dana V1 – elektryczny samochód dostawczo-osobowy typu van klasy średniej produkowany pod chińską marką Maxus od 2023 roku.

## Historia i opis modelu

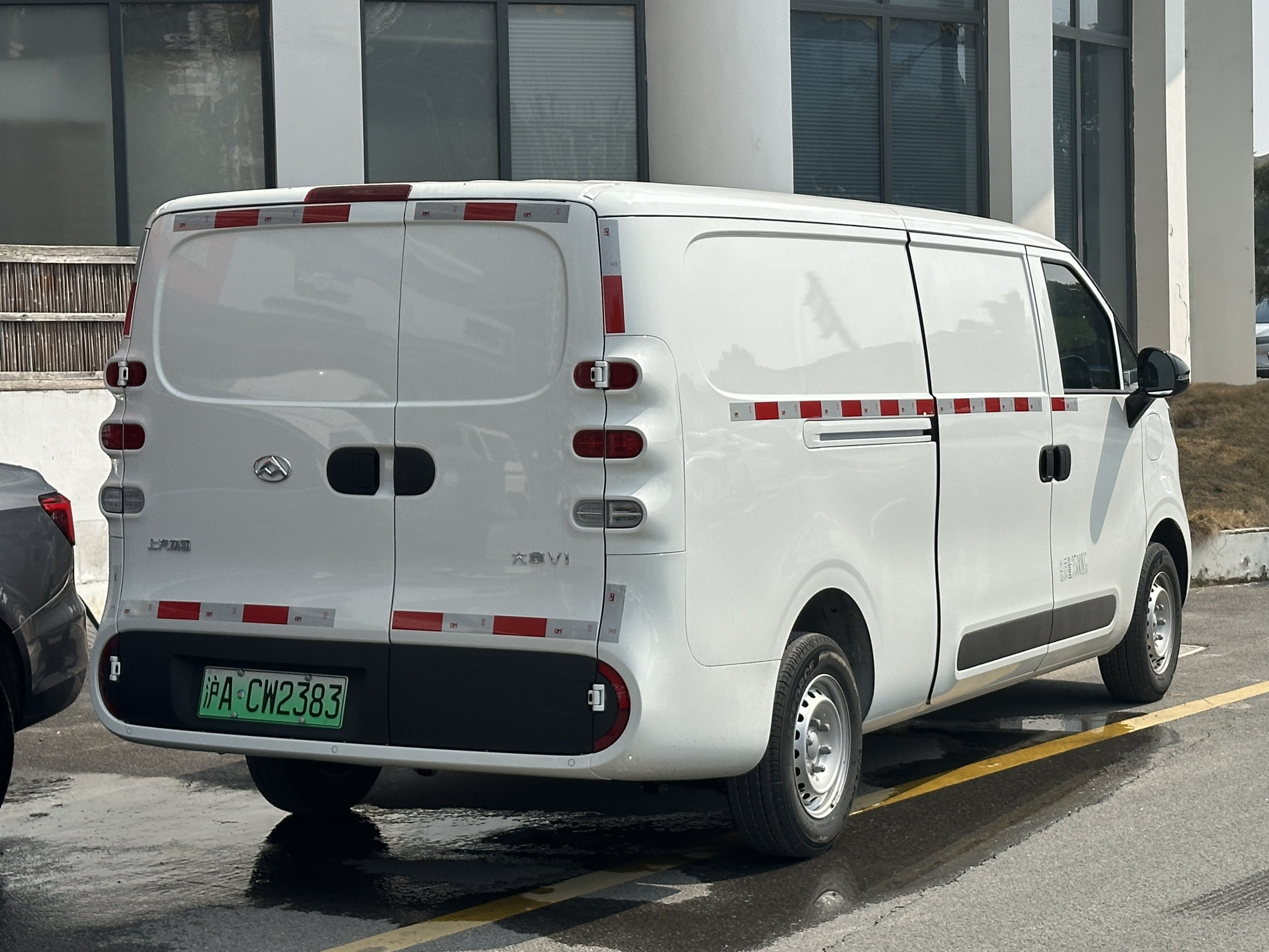
Maxus Dana V1 - tył

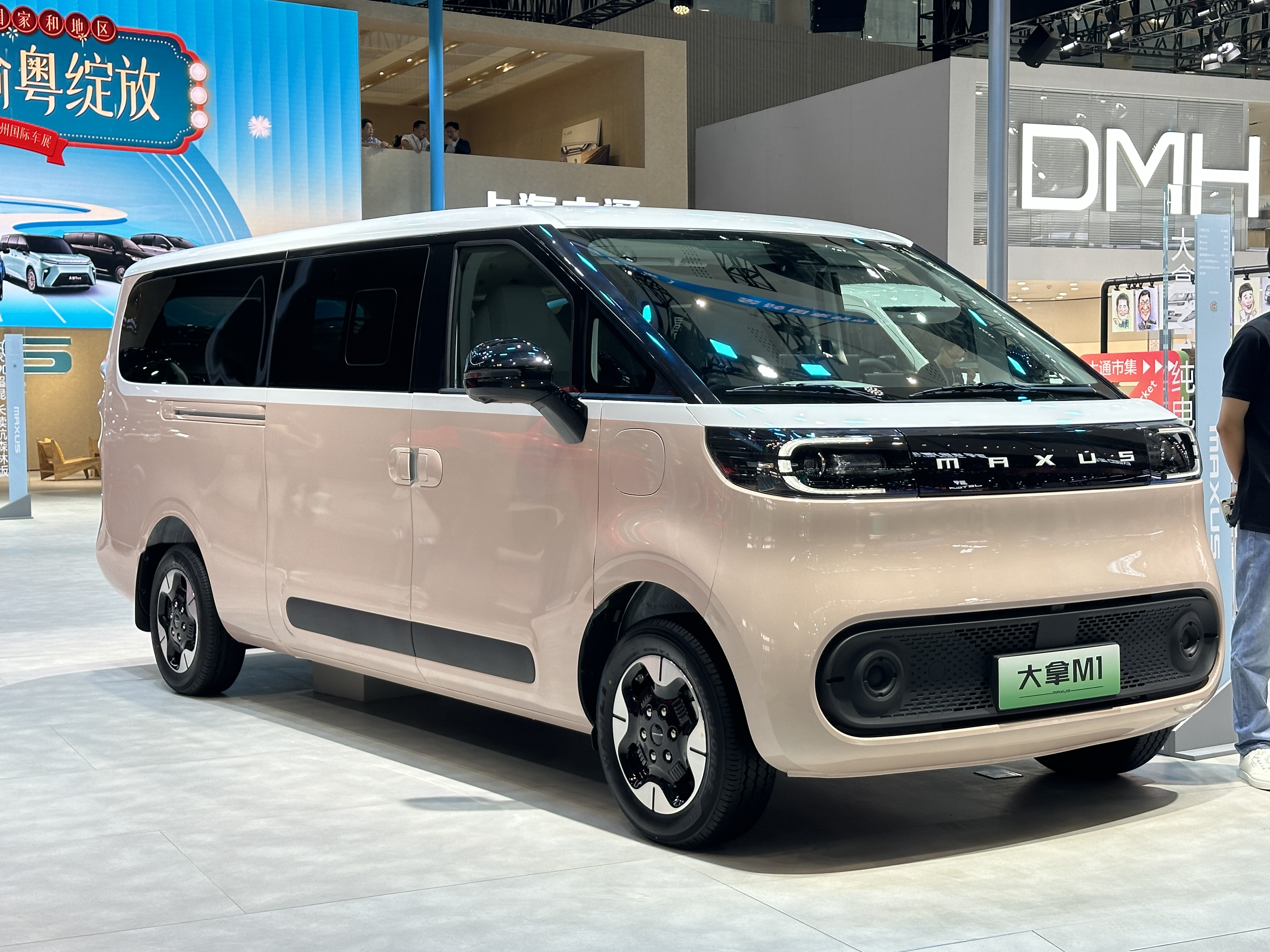
Maxus Dana M1

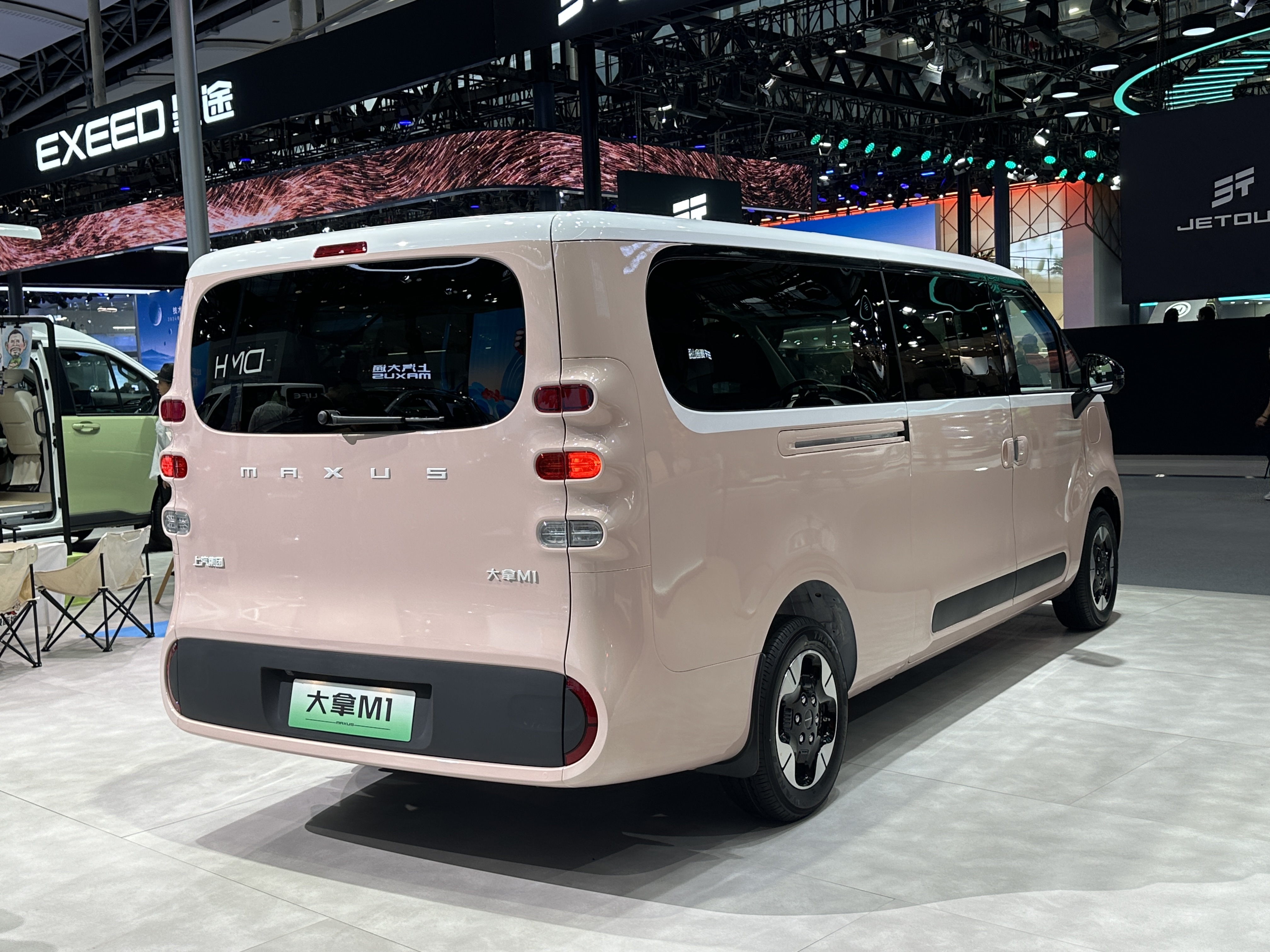
Maxus Dana M1 - tył

We wrześniu 2023 Maxus przedstawił rodzinę osobowo-dostawczych modeli tworzących nową linię futurystycznie stylizowanych pojazdów o w pełni elektrycznym napędzie. Użytkowa Dana V1 została utrzymana w jednobryłowej stylizacji, z obłym nadwoziem o ściętym przodzie i wysoko poprowadzonej linii okien. Z przodu zastosowano wysoko osadzone reflektory, a tylną część nadwozia zwieńczyły pojedyncze, trzy klosze ułożone w pionowej orientacji.
Surowa kabina pasażerska utrzymana została w uproszczonej do minimum koncepcji, z cyfrowym ekranem zegarów przed kierowcą oraz drugim, dotykowym ekranem systemu multimedialnego pozbawionym fizycznych wspierających przycisków. Dana V1 jest samochodem przystosowanym do transportu ładunku o łącznej objętości 7,1 metra sześciennego, w kabinie pasażerskiej z kolei umożliwiając przewiezienie 3 osób na dedykowanych siedziskach. Producent przygotował także odmianę osobową w postaci dużego vana Maxus Dana M1 z przeszklonym przedziałem transportowym z kolejnymi dwoma rzędami siedzeń.

### Sprzedaż
Rodzina modelowa Dana trafiła do sprzedaży we wrześniu 2023, początkowo wyłącznie z myślą o rynku chińskim, poszerzając gamę w pełni elektrycznych samochodów użytkowych dotąd tworzonej przez 3 modele z linii "V". W lipcu 2023 pod nazwą Maxus eDeliver 5 zdecydowano się poszerzyć zasięg rynkowy wersji dostawczej także o zagraniczne rynki ekspertowe, na czele z Europą Zachodnią.

### Dane techniczne
Maxus Dana V1 i M1 to samochody w pełni elektryczne, które napędza silnik o mocy 120 KM. Akumulator litowo-żelazowo-fosforanowy o pojemności 42 kWh pozwala w trybie mieszanym przejechać według chińskiego cyklu pomiarowego do maksymalnie 305 kilometrów na jednym ładowaniu.